# Кадеш

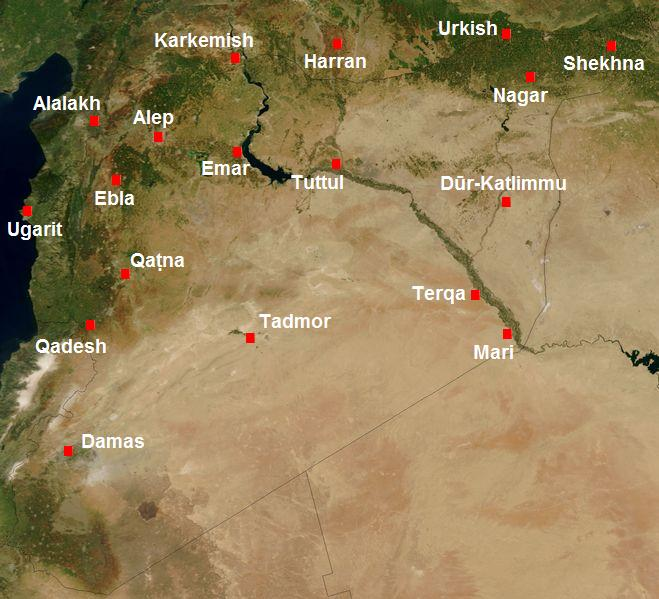
Кадеш на мапі Сирії.

Кадеш — визначне місто античного Леванту коло річки Оронт, на караванній дорозі з Межиріччя до Фінікії, Сирії, Палестини, Єгипту. Знаходилося між Дамаском і Тіром, як ворота в низину.
Руїни фортеці Кадеша розташовані поблизу Тель-Небі-Менда (34°35′ пн. ш. 36°31′ сх. д. / 34.583° пн. ш. 36.517° сх. д.) на території сучасної західної Сирії, неподалік від кордону з Ліваном.

## Історія
Місце, де розташовувався Кадеш, уперше люди заселили впродовж мідної доби. Незалежність здобув як місто-держава напочатку XVII ст. до н.е. після остаточного розпаду держави Катна. Потуги Кадеш набув до кінця століття, перетворившись на провідну державу в регіоні разом з Туніпом.

## Назва
З семітського кореня Q-D-S, що означає «святий».

## Кадеська битва
Біля Кадеша відбулася знаменита битва між давніми єгиптянами фараона Рамсеса II та хетами.

## Кінець Кадеша
Кадеш щезає зі сторінок історії після того, як його зруйнували народи моря, які вторглись сюди близько 1178 до н. е.